# 天主教聖地牙哥德貝拉加斯教區
天主教聖地牙哥德貝拉加斯教區（拉丁語：Dioecesis Sancti Iacobi Veraguensis）是巴拿馬一個羅馬天主教教區，屬巴拿馬城總教區。
教區成立於1963年7月13日，包括貝拉瓜斯省。2010年有教友207,125人，佔轄區總人口90.0%。教區下轄十四個堂區，有卅六名司鐸。現任教區主教為奧迪利奧·阿吉拉爾·阿吉拉爾。